# Polcz Albert

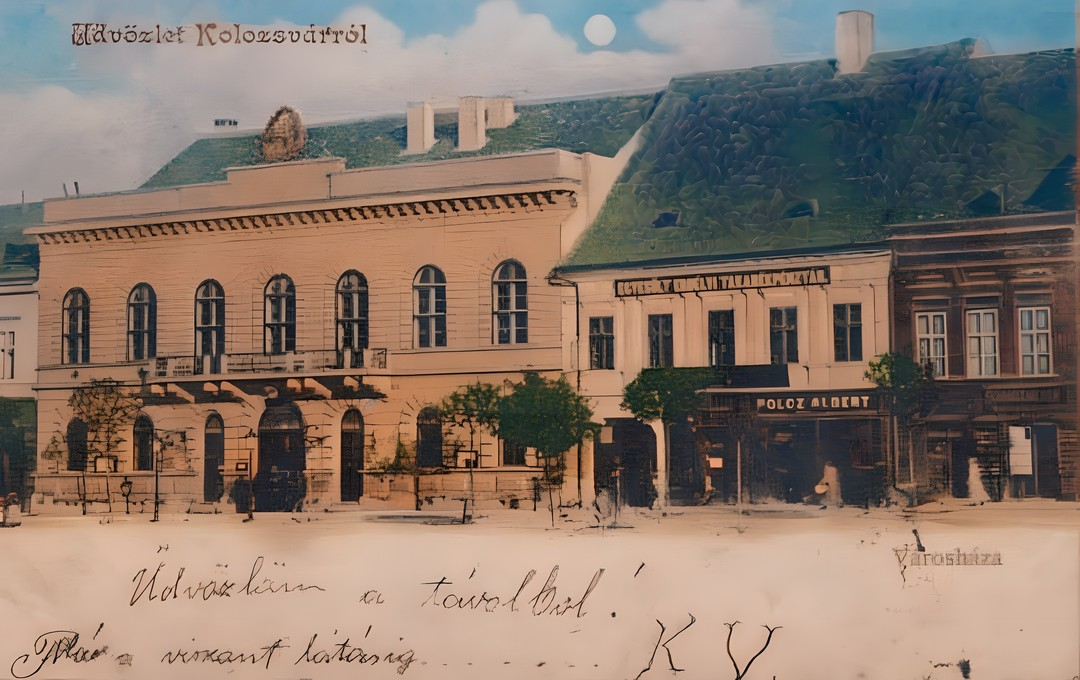
Városháza és Polcz Albert üzlete egy színezett kolozsvári képeslapon (1900 előtt)

Polcz Albert (1851/1852 – Kolozsvár, 1905. május) kolozsvári könyvkereskedő, közéleti személy.

## Életpályája
Rendkívül képzett kereskedő volt, aki Európát többször is beutazta, és Kolozsváron ő nyitotta meg az első modern papirkereskedést. A közkedvelt könyvkereskedését és nyomdáját 1901-ben eladta  Lepage Lajosnak.
Már fiatal korától tevékenyen részt vállalt a közéletben, 1873-ban a kereskedő ifjak egyesületében titkárjegyzőnek választották.
Részt vállalt a kolozsvári kereskedelmi- és iparkamara munkájában. Polcz Albertet 1887-ben pénztárnoknak választották. Hivataloskodása alatt jegyzőkönyvi elismerésben is részesült.   Az országos kereskedelmi kongresszuson Polcz Albertet választották meg elnöknek. 
Szorgalmas munkájával szerzett jelentős vagyonát egy szerencsétlen esemény tönkretette, amikor egy kolozsvári ügyvéd Amerikába szökése után majdnem egész vagyonát elveszítette a hátrahagyott váltóügyek lebonyolítása után. Ehhez még hozzájött hosszan tartó  betegsége is. Élete végén testvére, Polcz Rezső városi tiszti ügyész viselte gondját, végül tüdővészben halt meg alig 53 évesen.